# Liskivka, Ripkî
Liskivka (în ucraineană Лісківка) este un sat în comuna Hubîci din raionul Ripkî, regiunea Cernihiv, Ucraina.

## Demografie
Componența lingvistică a localității Liskivka
     Ucraineană (100%)
Conform recensământului din 2001, toată populația localității Liskivka era vorbitoare de ucraineană (100%).